# Dictionnaire biographique, mouvement ouvrier, mouvement social
Le Dictionnaire biographique, mouvement ouvrier, mouvement social, souvent appelé le Maitron (du nom de son créateur Jean Maitron) ou désigné par son sigle DBMOMS, s'inscrit à la suite du Dictionnaire biographique du mouvement ouvrier français, le plus grand dictionnaire biographique de langue française, en couvrant la période 1940-1968. 

## Présentation
Le Dictionnaire biographique, mouvement ouvrier, mouvement social, réalisé sous la direction de Claude Pennetier dans le cadre du Centre d’histoire sociale du XXe siècle (CNRS / Université de Paris 1), porte sur la période 1940-1968 et comporte douze volumes (chacun accompagné d'un CD-ROM reprenant et complétant substantiellement le support papier). Les tomes 1 et 2 ont été publiés en 2006 aux Éditions de l'Atelier, qui poursuivent la publication au rythme d'un volume par an. Le douzième et dernier volume est publié dans le courant de l'automne 2016. Il achève le projet lancé par Jean Maitron en 1955. Le site internet du même nom prolonge maintenant l'œuvre.
À l'instar des premiers, chacun des volumes comprend entre 300 et 500 biographies (livre) et entre 2 000 et 2 500 notices biographiques (CD-ROM puis Maitron-en-ligne) de militants ayant joué un rôle important au sein du mouvement ouvrier et du mouvement social en France de 1940 à Mai 68.
La nouvelle dénomination du dictionnaire, avec sa référence au « mouvement social », témoigne de la volonté des auteurs de tenir compte des nouvelles formes de militantisme, tout en poursuivant l'œuvre monumentale entreprise par Jean Maitron.
Soixante-dix auteurs et trois cents correspondants œuvrent à la réalisation du Dictionnaire biographique, mouvement ouvrier, mouvement social.
Tomes déjà publiés :
- Tome 1 : A - , Bek mai 2006, 445 pages + CD-ROM
- Tome 2 : Bel - Bz, décembre 2006, 445 pages + CD-ROM
- Tome 3 : Ca - Cor, novembre 2007, 461 pages + CD-ROM
- Tome 4 : Cos - Dy, juillet 2008, 462 pages + CD-ROM
- Tome 5 : E - Ge, juillet 2009, 462 pages + CD-ROM
- Tome 6 : Gh - Je, novembre 2010, 462 pages + CD-ROM

Le CD-ROM du volume 6 couvre non seulement sa portion alphabétique, mais reprend aussi toutes les biographies, parues ou encore inédites, stockées dans la base de données du Maitron de la lettre A à la lettre J
- Tome 7 : Ji - Lel, octobre 2011, 464 pages
- Tome 8 : Lem - Mel, novembre 2012, 464 pages
- Tome 9 : Mem - Pen, novembre 2013,  460 pages
- Tome 10 : Pep - Ri, novembre 2014,  460 pages
- Tome 11 : Ro - Ta, novembre 2015,  460 pages
- Tome 12 : Tc - Z, novembre 2016, 476 pages

Depuis le 5 décembre 2018, le Maitron en ligne est en accès libre et gratuit.

## Quelques auteurs
- Claude Pennetier, directeur du Maitron
- Michel Cordillot
- Michel Dreyfus
- Jacques Girault
- Georges Haupt
- Jean Maitron
- Michelle Perrot
- Madeleine Rebérioux

## Dictionnaires internationaux et dictionnaires thématiques
Parallèlement, l’équipe du Maitron poursuit la publication de dictionnaires biographiques internationaux et de dictionnaires biographiques thématiques.
Concernant le Dictionnaire biographique du mouvement ouvrier international, neuf volumes ont déjà été publiés :
- Autriche (sous la direction de Yvon Bourdet, Georges Haupt, Felix Kreissler et Herbert Steiner, Les Éditions ouvrières, 1971, 360 p.)
- Grande-Bretagne (sous la direction de Joyce Bellamy, David Martin, John Saville, adaptation de François Bédarida, Éditions ouvrières, 2 volumes : 1979, 296 p. et 1986, 313 p.)
- Japon (sous la direction de Shiota Shobei [塩田庄兵衛], 2 volumes : A-L, 1978, 381 p. et M-Z, 1979, 429 p.)
- Chine (sous la direction de Lucien Bianco et Yves Chevrier, Éditions ouvrières et Presses de la FNSP, 1985, 845 p.)
- Allemagne (sous la direction de Jacques Droz, 1990, 543 p.)
- Maroc (sous la direction d’Albert Ayache, Éditions de l'Atelier, 1998, 230 p.)
- Komintern, l'histoire et les hommes. Dictionnaire biographique de l'Internationale communiste en France, en Belgique, au Luxembourg, en Suisse et à Moscou : 1919-1943 (sous la direction de José Gotovitch et Mikhaïl Narinski, 2001, 608 p.)
- La Sociale en Amérique. Dictionnaire biographique du mouvement social francophone aux États-Unis, 1848-1922 (sous la direction de Michel Cordillot, Éditions de l'Atelier, 2002, 431 p.)
- Le dernier en date, consacré à l’Algérie, réalisé sous la direction de René Gallissot et publié en janvier 2006, s’intitule Algérie : engagements sociaux et question nationale. De la colonisation à l’indépendance (Éditions de l’Atelier, 608 p.)

En ce qui concerne les dictionnaires thématiques, plusieurs volumes ont déjà été publiés :
- Gaziers-électriciens, sous la direction de Michel Dreyfus, Éditions de l'Atelier, coll. « Jean Maitron », 1996, 347 p.
- Cheminots et militants. Un siècle de syndicalisme ferroviaire, sous la direction de Marie-Louise Goergen, Éditions de l'Atelier, coll. « Jean Maitron », 2003, 431 p.
- Les Coopérateurs. Deux siècles de pratiques coopératives, par Patricia Toucas (sous la direction de Michel Dreyfus), coll. « Jean Maitron », Éditions de l'Atelier, 2005, 430 p.  (ISBN 2-7082-3805-1)
- CD-ROM Dictionnaire biographique du SGEN (1937-1968), par Madeleine Singer, Éditions de l’Atelier.
- CD-ROM + livret : Cheminots engagés. 9 500 biographies en mémoire, sous la direction de Marie-Louise Goergen, Éditions de l'Atelier, coll. « Jean Maitron », 2007. Ce CD-ROM, avec plus de 9 500 notices biographiques et des centaines de photos, constitue une base de données sans équivalent sur le militantisme ferroviaire.
- Pour la première fois en 2009, le Maitron a publié un volume départemental entièrement consacré au Val-de-Marne : Claude Pennetier (dir.), Figures militantes en Val-de-Marne 1870-1970, Ivry-sur-Seine, Les Éditions de l'Atelier, 2009, 461 p.
- Les Anarchistes, Dictionnaire biographique du mouvement libertaire francophone, Éditions de l'Atelier, 2014.
- Les Fusillés (1940-1944), Éditions de l'Atelier, 2015.